# چارلز فودن
چارلز فودن (انگلیسی: Charles Foden؛ ۱۸۶۸ – ۱۴ اکتبر ۱۹۰۸) ورزشکار طناب‌کشی اهل بریتانیا بود.